# Bet van Beeren
Bet van Beeren   (Amsterdam, 12 de febrer de 1902 - Amsterdam, 16 de juliol de 1967) va ser una extravagant i llegendària propietària d'un bar a Amsterdam. Si bé no va ser la primera que permetia a les persones LGBT associar-se obertament, el fet de ser lesbiana, i acceptar una clientela molt diversa va portar el seu establiment a ser un dels més coneguts. L'any 2017, va ser honrada per la ciutat d'Amsterdam quan es va canviar el nom d'un canal en el seu honor.

## Primers anys
Elisabeth Maria van Beeren va néixer el 12 de febrer de 1902 al barri Jordaan d'Amsterdam. Els seus pares eren Maria Johanna (nascuda Brants) i Johannes Hendrik van Beeren. Era la filla menor dels tretze fills de la parella. El seu pare treballava a la construcció del carrer i la seva mare tenia una pensió i distribuïa peix i verdures en cotxe pel barri. L'educació de Bet va acabar a l'escola mitjana perquè la seva família la necessitava per treballar.

## Vida
Van Beeren va treballar a la fàbrica de conserves a Haarlemmerweg, molt aviat va ser l'encarregada, però no li agradava la feina i el treball era perillós. Va perdre dos dits mentre treballava i després d'una baralla amb el seu cap, va deixar la feina i va anar a treballar per al seu oncle al seu pub, Amstelstroom, on abans havia treballat a temps parcial. També es passejava per la ciutat amb moto i roba de cuir i venia peix. El 1927 va comprar el bar amb préstecs de la cerveseria Oranjeboom Brewery; sempre va ser fidel a aquesta marca de cervesa, encara que altres cerveseries li van oferir el seu patrocini. Era molt poc comú que una dona tingués un negoci en aquella època, especialment en l'àrea del riu en la que es trobava. Es va canviar el nom del pub, per Café 't Mandje (el cafè de la cistella) perquè samare li portava el menjar en una cistella.
Van Beeren va dirigir un establiment obert on lesbianes i gais podien associar-se lliurement, sempre que no hi hagués petons, que això anava contra les lleis i li podrien haver costat la llicència de licor. La clientela era mixta, artistes, intel·lectuals, escultors, prostitutes i mariners. Van Beeren era extravagant, anhelava el protagonisme, i sovint es vestia de mariner o amb cuir i entretenia els clients cantant i ballant. Era òbviament lesbiana. Bevia molt, alguns informes diuen que 40 ampolles de cervesa al dia, i deia males paraules com els mariners.
Va fer molts diners amb el pub i va ser coneguda per les seves obres caritatives, ajudant els pobres, els nens i les persones grans. També va afirmar haver pagat una de les creus de l'església de Sant Nicolau. També va permetre que el bar fos utilitzat com a dipòsit d'armes per a la resistència holandesa durant l'ocupació nazi dels Països Baixos. Tot i que els homes homosexuals es van convertir en objectius dels alemanys, el pub de van Beeren estava fora dels límits de les tropes alemanyes i tenia reputació com a establiment del barri vermell. L'ús del terme "mussol" per a heterosexuals es va atribuir a un dispositiu que van Beeren utilitzava quan atacaven el bar o les patrulles homòfobes vigilaven la zona. Tenia un llum instal·lat a un mussol de guix, que estava encès i advertia els clients del perill. Al pub hi penjava corbates i records de la seva clientela al sostre, celebrava danses el dia de la reina on parelles del mateix sexe podien ballar juntes, i els divendres deixava entrar la banda de l'exèrcit de salvació per a recaptar fons per la caritat.

## Mort i llegat
Van Beeren va morir d'una malaltia hepàtica el 16 de juliol de 1967. Van posar el seu cadàver en una taula de billar del pub durant diversos dies abans d'enterrar-la el 20 de juliol a la Nieuwe Oosterbegraafplaats d'Amsterdam. Greet, la germana petita de Van Beeren, va continuar amb el negoci fins a 1982, quan el va tancar a causa de l'expansió de la venda d'heroïna a la zona. Alguns dels articles del bar van ser incorporats al museu d'Amsterdam el 1998, però en la seva major part l'edifici es va mantenir intacte fins que Greet, poc abans de la seva mort, el va vendre a la seva neboda, Diana van Laar. Van Laar va renovar el pub i el va tornar a obrir el 2 d'abril de 2008. El 2017, un pont sobre el canal Oudezijds Achterburgwal (nl) entre els carrers Korte Stormsteeg i Korte Niezel fou rebatejat en el 90è aniversari del pub per honorar van Beeren com una representació simbòlica d'haver construït ponts entre diferents grups de la comunitat.